# Sean Lake
Sean Lake (Whyalla, 6 december 1991) is een Australisch wielrenner en voormalig roeier die anno 2018 rijdt voor Bennelong SwissWellness Cycling Team.

## Carrière
Als roeier nam Lake in 2012 deel aan het wereldkampioenschap onder 23, waar hij zesde werd bij de lichte vier-zonder-stuurman. In 2013 nam hij in de lichte dubbel-twee deel aan de wereldbeker in Sydney, waar hij met Redmond Matthews zesde werd. Na 2013 legde Lake zich volledig toe op de wielersport.
In 2016 werd Lake Oceanisch kampioen tijdrijden door het dertig kilometer lange parcours in en rond Bendigo sneller af te leggen dan Joseph Cooper en Benjamin Dyball. Twee dagen later won hij ook de wegwedstrijd door met een voorsprong van elf seconden op Brendan Canty solo over de finish te komen. Eerder dat jaar droeg hij al één dag de bergtrui in de Tour Down Under. Vanwege zijn twee overwinningen en zijn derde plaats op het nationale kampioenschap tijdrijden schreef hij ook het eindklassement van de UCI Oceania Tour op zijn naam.
In 2017 prolongeerde Lake zijn Oceanische tijdrittitel door Dyball, die het jaar ervoor derde was geworden, met een voorsprong van 53 seconden te verslaan. De Nieuw-Zeelander Hamish Bond werd derde.

## Overwinningen
2016
 Oceanisch kampioen tijdrijden, Elite
 Oceanisch kampioen op de weg, Elite
2017
 Oceanisch kampioen tijdrijden, Elite

## Ploegen
- 2015 –  African Wildlife Safaris Cycling Team
- 2016 –  Avanti IsoWhey Sports
- 2017 –  IsoWhey Sports SwissWellness
- 2018 –  Bennelong SwissWellness Cycling Team

Cameron · Crosbie · Cummings · Graziato · Lake · Lane · O'Callaghan · Rogers · Schweizer · Smyth · Stevenson · Woolley
Aitcheson · Cooper · Crome · Giacoppo · F.Gough · R.Gough · Hamilton · Hucker · Karwowski · Lake · Lane · Mudgway · O'Brien · O'Connor · Shaw · Stevenson · van der Ploeg · Zenovich
Bayly · Bowden · Christie-Johnson · Cooper · Crome · Davids · Elliott · Freiberg · Giacoppo · Harper · Lake · Lea · Porter · Roe · D. Sunderland · S. Sunderland · Toovey · Von Hoff · Ward